# Ana-Neda av Serbien
Ana-Neda av Serbien, död efter 1357, var kejsarinna av Bulgarien 1323–1324, som gift med tsar Mikael Asen III av Bulgarien. När hennes son Ivan Stefan av Bulgarien uppsattes på tronen tycks hon ha deltagit i politiken och anses också ha fungerat som regent under hans regeringstid 1330-1331. 